# Rhysida singaporiensis
Rhysida singaporiensis är en mångfotingart som beskrevs av Verhoeff K.W. 1937. Rhysida singaporiensis ingår i släktet Rhysida och familjen Scolopendridae.
Artens utbredningsområde är Singapore. Inga underarter finns listade i Catalogue of Life.